# Biskupi Phnom Penh
Biskupi Phnom Penh – lista biskupów sprawujących swoją posługę w wikariacie apostolskim Phnom Penh na terenie Kambodży. 

## Wikariat apostolski Kambodży (1850-1924)
| L.p. | Lata rządów | Imię i nazwisko                                  | Informacje dodatkowe                   |
| ---- | ----------- | ------------------------------------------------ | -------------------------------------- |
| *    | 1850–1869   | bp Jean-Claude Miche, M.E.P.                     | biskup tytularny Dansara               |
| 1.   | 1872–1882   | bp Isidore-François-Joseph Colombert, M.E.P.     | biskup tytularny Samosata              |
| 2.   | 1882–1895   | bp Marie-Laurent-François-Xavier Cordier, M.E.P. | biskup tytularny Gratianopolis         |
| 3.   | 1896–1902   | bp Jean-Baptiste Grosgeorge, M.E.P.              | biskup tytularny Tripolis in Phoenicia |
| 4.   | 1902–1924   | bp Jean-Claude Bouchut, M.E.P.                   | biskup tytularny Panemotichus          |

## Wikariat apostolski Phnom Penh (od 1924)

### Wikariusze apostolscy
| L.p. | Lata rządów | Imię i nazwisko                               | Informacje dodatkowe            |
| ---- | ----------- | --------------------------------------------- | ------------------------------- |
| 4.   | 1924–1928   | bp Jean-Claude Bouchut, M.E.P.                | biskup tytularny Panemotichus   |
| 5.   | 1928–1936   | bp Valentin Herrgott, M.E.P.                  | biskup tytularny Samosata       |
| 6.   | 1937–1955   | bp Jean-Baptiste-Maximilien Chabalier, M.E.P. | biskup tytularny Pharan         |
| 7.   | 1956–1962   | bp Gustave-André-Ferdinand Raballand, M.E.P.  | biskup tytularny Eguga          |
| 8.   | 1962–1976   | bp Yves Ramousse, M.E.P.                      | biskup tytularny Pisita         |
| 9.   | 1976–1977   | bp Joseph Chhmar Salas                        | biskup tytularny Sigus          |
| *    | 1977–1992   | sede vacante                                  |                                 |
| 10.  | 1992–2001   | bp Yves Ramousse, M.E.P.                      | biskup tytularny Pisita         |
| 11.  | 2001–2010   | bp Emile Destombes, M.E.P.                    | biskup tytularny Altava         |
| 12.  | od 2010 r.  | bp Olivier Schmitthaeusler, M.E.P.            | biskup tytularny Catabum Castra |

## Biskupi pomocniczy
- 1928–1928: bp Valentin Herrgott, M.E.P., koadiutor, biskup tytularny Samosata
- 1975–1976: bp Joseph Chhmar Salas, koadiutor, biskup tytularny Sigus
- 1997–2001: bp Emile Destombes, M.E.P., koadiutor, biskup tytularny Altava
- 2009–2010: bp Olivier Schmitthaeusler, M.E.P., koadiutor, biskup tytularny Catabum Castra